# Canal+ Sport 3
Canal+ Sport 3 – polskojęzyczna stacja telewizyjna, której nadawcą jest Canal+ Polska SA. Kanał dedykowany jest PKO Ekstraklasie. Kanał został uruchomiony 11 lipca 2019 roku.
Nazwę Canal+ Sport 3 nosił już kanał nadawany od 13 marca 2010 do 11 września 2010, który następnie został przekształcony w Canal+ Gol, potem  w Canal+ Weekend (od 30 lipca 2011 do 5 kwietnia 2013), Canal+ Family aż do 2024, na stronie zmienił nazwę na Canal+ 360. Nadaje 24h na dobę. Od 12 kwietnia mecze PKO Ekstraklasy są przede wszystkim na nim dostępne.